# Морозов, Афанасий Борисович
Афанасий Борисович Морозов — разведчик-наблюдатель 860-го артиллерийского полка (310-я стрелковая дивизия, 19-я армия, 2-й Белорусский фронт), ефрейтор

## Биография
Родился в крестьянской семье в селе Тугарино Кромского уезда Орловской губернии (ныне — Троснянский район Орловской области).
Окончил 2 класса школы. Работал в колхозе, затем в совхозе совхозе «Златопольский» Щучинского района Акмолинской области
Щучинским райвоенкоматом Акмолинской области в июле 1941 года был призван в ряды Красной армии. С 21 августа 1941 года на фронтах Великой Отечественной войны. Воевал на Ленинградском фронте, оборонял Ленинград.
В наступательных боях за деревню Иваньково Ленинградской области 9 марта 1944 года ефрейтор Морозов, находясь в боевых порядках, обнаружил 1 станковый и 2 ручных пулемёта, препятствовавшие движению пехоты. Передал сведения на батарею и скорректировал огонь. Все 3 пулемёта вместе с прислугой были уничтожены. 

10 марта обнаружил миномётную батарею, которая была подавлена батареей. А когда в ночь на 11 марта противник превосходящими силами контратаковал боевые порядки пехоты, он в бою уничтожил 4-х солдат противника. Приказом по 310-й стрелковой дивизии от 19 марта 1944 года он был награждён орденом Славы 3-й степени.
Ефрейтор Морозов 24 февраля в боях за деревню Мариенфельде и в последующие дни в боях за города Хаммерштайн (Чарне) и Кёзлин (Кошалин), находясь в боевых порядках под сильным артиллерийским и ружейно пулемётным огнём постоянно наблюдал окрестности и держал связь с командиром батареи. Обнаружив две пулемётные точки ведущие фланкирующий огонь по боевым порядкам наступающих подразделений, он передал сведения на батарею, корректируя огонь уничтожил пулемёты вместе с расчётами. Приказом по 19-й армии от 31 марта 1945 года он был награждён орденом Славы 2-й степени.
В боях за город Гдыня 26—27 марта 1945 года ефрейтор Морозов находился в боевых порядках наступающих войск вместе командиром взвода управления и вёл тщательное наблюдение за действиями огневых средств противника. Выдвинувшись вперёд боевых порядков, Морозов выбрал удобное место для наблюдения, откуда засек 2 миномёта и группу из 30 солдат противника. Связавшись с батареей, он сообщил сведения для точной стрельбы и миномёты были уничтожены. Вместе с ними были уничтожены 15 солдат противника и остальные рассеяны. Указом Президиума Верховного Совета СССР от 26 июня 1945 года он был награждён орденом Славы 1-й степени.
Ефрейтор Морозов был демобилизован в ноябре 1945 года.
Жил в селе Златополье Щучинского района Кокчетавской области. Работал механизатором в совхозе. За успехи в труде был награждён орденом «Знак Почёта». Почётный гражданин города Волхов.
Скончался 12 июля 1982 года.